# سلاتينا (كرواتيا)
سلاتينا هي مدينة من مدن كرواتيا. يبلغ عدد سكانها 13686 نسمة وذلك حسب إحصائيات سنة 2011.

## أعلام
- غوران بيركوفاك

## وصلات خارجية
- الموقع الرسمي